# Суерская
Суерская — деревня в Лебяжьевском муниципальном округе Курганской области России.

## География
Деревня находится на востоке области, в пределах юго-западной части Западно-Сибирской равнины, в лесостепной зоне, на южном берегу озера Суерского, к востоку от автодороги 37А-0010, на расстоянии примерно 18 километров (по прямой) к северо-востоку от рабочего посёлка Лебяжье, административного центра района. Абсолютная высота — 114 метров над уровнем моря.
Климат
Климат характеризуется как резко континентальный, с холодной продолжительной малоснежной зимой и тёплым сухим летом. Среднегодовая температура — 2 °C. Средняя температура воздуха самого холодного месяца (января) составляет −17 °C (абсолютный минимум — −48 °С); самого тёплого месяца (июля) — 20 °C (абсолютный максимум — 41 °С). Годовое количество атмосферных осадков — 385 мм, из которых 290 мм выпадает в период с апреля по октябрь. Продолжительность периода с устойчивым снежным покровом равна 145 дням.

## Население
| 1989 | 2002 | 2010 |
| ---- | ---- | ---- |
| 187  | ↘160 | ↘118 |

Гендерный состав
По данным Всероссийской переписи населения 2010 года в гендерной структуре населения мужчины составляли 54,2 %, женщины — соответственно 45,8 %.
Национальный состав
Согласно результатам Всероссийской переписи населения 2002 года, в национальной структуре населения русские составляли 99 %.